# Коричневая совка
Коричневая совка (лат. Megascops petersoni) — вид птиц рода Megascops семейства совиных. Подвидов не выделяют. Длина коричневых совок — от 23 до 24 см, масса — от 88 до 119 г. У взрослых особей лицевой диск коричневого цвета с черноватой каймой, а остальная часть лица охристая. Глаза темно-карие, клюв серо-голубой. Коричневая совка ведет ночной образ жизни, как и большинство других представителей её рода. Рацион включает крупных членистоногих и, вероятно, мелких позвоночных. Сезон размножения, гнездо и яйца коричневой совки не описаны.